# Championnat d'Italie de football 1991-1992
Navigation
Édition précédente Édition suivante
| \| AC Milan Juventus Torino Naples AS Rome Sampdoria Parme Inter Foggia Lazio Atalanta Fiorentina Cagliari Genoa Bari Hellas Cremonese Ascoli \| Localisation des clubs engagés dans le championnat. |
| AC Milan Juventus Torino Naples AS Rome Sampdoria Parme Inter Foggia Lazio Atalanta Fiorentina Cagliari Genoa Bari Hellas Cremonese Ascoli                                                           |

Le Championnat d'Italie de football 1991-1992 est la 90e édition de la compétition qui fut remportée par le Milan AC.

## Classement
| Rang | Équipe             | Pts | J  | G  | N  | P  | Bp | Bc | Diff |
| ---- | ------------------ | --- | -- | -- | -- | -- | -- | -- | ---- |
| 1    | Milan AC           | 56  | 34 | 22 | 12 | 0  | 74 | 21 | +53  |
| 2    | Juventus           | 48  | 34 | 18 | 12 | 4  | 45 | 22 | +23  |
| 3    | Torino FC          | 43  | 34 | 14 | 15 | 5  | 42 | 20 | +22  |
| 4    | SSC Naples         | 42  | 34 | 15 | 12 | 7  | 56 | 40 | +16  |
| 5    | AS Rome            | 40  | 34 | 13 | 14 | 7  | 37 | 31 | +6   |
| 6    | Sampdoria          | 38  | 34 | 11 | 16 | 7  | 38 | 31 | +7   |
| 7    | Parme FC           | 38  | 34 | 11 | 16 | 7  | 32 | 28 | +4   |
| 8    | Inter Milan        | 37  | 34 | 10 | 17 | 7  | 28 | 28 | 0    |
| 9    | US Foggia          | 35  | 34 | 12 | 11 | 11 | 58 | 58 | 0    |
| 10   | Lazio Rome         | 34  | 34 | 11 | 12 | 11 | 43 | 40 | +3   |
| 11   | Atalanta Bergame   | 34  | 34 | 10 | 14 | 10 | 31 | 33 | -2   |
| 12   | AC Fiorentina      | 32  | 34 | 10 | 12 | 12 | 44 | 41 | +3   |
| 13   | Cagliari Calcio    | 29  | 34 | 7  | 15 | 12 | 30 | 34 | -4   |
| 14   | Genoa CFC          | 29  | 34 | 9  | 11 | 14 | 35 | 47 | -12  |
| 15   | AS Bari            | 22  | 34 | 6  | 10 | 18 | 26 | 47 | -21  |
| 16   | Hellas Vérone      | 21  | 34 | 7  | 7  | 20 | 24 | 57 | -33  |
| 17   | US Cremonese       | 20  | 34 | 5  | 10 | 19 | 27 | 49 | -22  |
| 18   | Ascoli Calcio 1898 | 14  | 34 | 4  | 6  | 24 | 25 | 68 | -43  |

|  | Champion                  |
|  | Relégation en 2e division |

## Buteurs
| Place | Joueur           | Nationalité | Club      | Buts |
| ----- | ---------------- | ----------- | --------- | ---- |
| 1er   | Marco van Basten | Pays-Bas    | Milan AC  | 25   |
| 2e    | Roberto Baggio   | Italie      | Juventus  | 18   |
| 3e    | Francesco Baiano | Italie      | US Foggia | 16   |